# Метамагнетизм

Квантова критична точка (QCP) — це точка на фазовій діаграмі матеріалу, де відбувається безперервний фазовий перехід при абсолютному нулі.

Метамагнети́зм — варіант спінового впорядкування речовини, що проявляє магнітні властивості.
Являє собою явище переходу від антиферомагнітного впорядкування до феромагнітного при зміні зовнішнього магнітного поля або температури. В зовнішньому магнітному полі магнітна сприйнятливість антиферомагнетика χᗮ , що відповідає орієнтації поля перпендикулярно до напрямку спінів, є більшою за магнітну сприйнятливість χ॥ , що відповідає орієнтації поля паралельно до напрямку спінів. Тому за відсутності магнітної анізотропії, що орієнтує спіни у відповідному напрямку, при дії зовнішнього магнітного поля на антиферомагнетик, останнє спонукає поворот спінів в напрямку перпендикулярному до поля, т.з «спін-флоп».